# Еберхард фон Зайн-Витгенщайн
Еберхард фон Зайн-Витгенщайн (на немски: Eberhard von Sayn-Wittgenstein; * 1425; † 1494) от рода Зайн-Витгенщайн е от 1472 г. граф на Графство Витгенщайн.
Той е син на граф Георг I фон Зайн-Витгенщайн (ок. 1420 – 1472) и съпругата му Елизабет фон Марк (ок. 1400 – 1474), дъщеря на граф Еберхард II фон Марк-Аренберг.
Сестра му Вероника фон Зайн (ок. 1430 – 1511) се омъжва за граф Филип II фон Насау-Вайлбург-Саарбрюкен (1418 – 1492).

## Фамилия
Еберхард се жени пр. 1472 г. за Маргарета фон Родемахерн (* 1450; † 22 юни 1509), дъщеря на Герхард фон Родемахерн, господар на Родемахерн, Кроненберг и Нойербург († 1488), и Маргарета фон Насау-Вайлбург-Саарбрюкен († 1490). Те имат децата:
- Еберхард (ок. 1481 – 1495), каноник в Кьолн
- Георг (ок. 1491 – 1558), каноник в Кьолн, Страсбург
- Бернхард (1478 – 1479)
- Вилхелм I (1488 – 1570), граф на Сайн и Витгеншайн, женен I. 1522 за Йоханета фон Изенбург-Ноймаген (1500 – 1563), II. за Елизабет Фогт фон Хунолщайн
- Лудвиг, каноник в Кьолн
- Йохан VII (VI) (1488 – 1551), граф на Сайн и Витгеншайн, женен I. за Агнес фон Езе фон Грамсберген († 1512), II. 1534 за графиня Маргарета фон Хенеберг-Шлойзинген (1508 – 1546)
- Елизабет